# The Bongos
 (septembre 2024).
Si vous disposez d'ouvrages ou d'articles de référence ou si vous connaissez des sites web de qualité traitant du thème abordé ici, merci de compléter l'article en donnant les références utiles à sa vérifiabilité et en les liant à la section « Notes et références ».

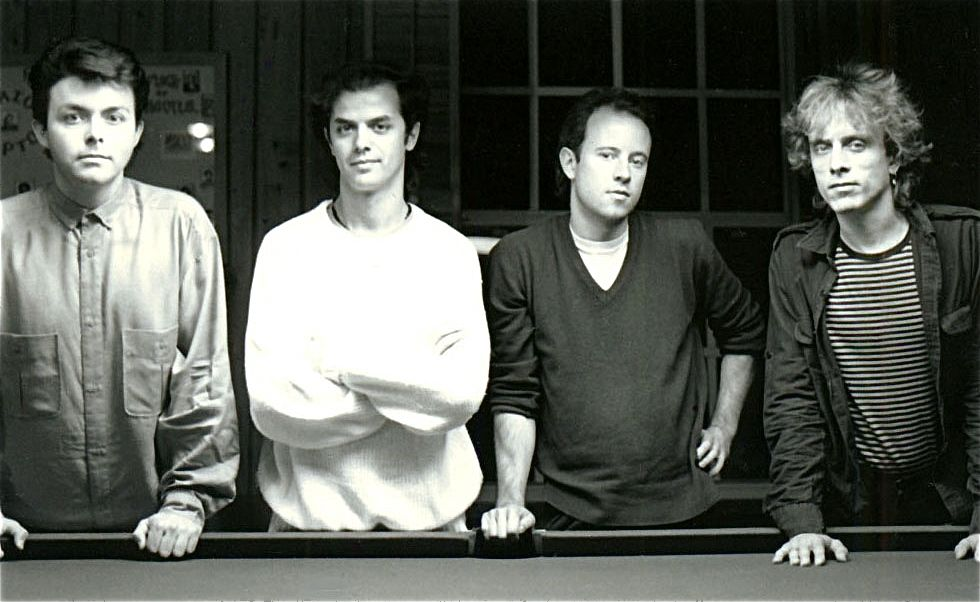
The Bongos vers 1985, photographiés aux Studios Compass Point, aux Bahamas, par Emil Schult.

The Bongos est un groupe américain de power pop formé en 1980 à Hoboken. Le groupe s'est séparé en 1987 et Richard Barone continue une carrière solo.

## Membres du groupe
- Richard Barone, chant, guitare
- James Mastro, guitare, chant
- Rob Norris, basse, chant
- Frank Giannini, batterie, percussion, chant

## Discographie
- Drums Along The Hudson, (1981, RCA ; réédité 1992, Razor And Tie)
- Number With Wings[1], (1983, RCA) Mini-LP
- Beat Hotel, (1985, RCA)